# NGC 2515
NGC 2515 este o galaxie situată în constelația Racul. A fost descoperită în 1 septembrie 1852 de către .